# Neottolemo (figlio di Craiside)
Neottolemo (in greco antico: Νεοπτόλεμος?, Neoptólemos; Pisidia, ... – ...; fl. III secolo a.C.) è stato un militare, funzionario e sacerdote egizio vissuto nel III secolo a.C.

## Biografia
Figlio di un certo Craiside e proveniente dalla Pisidia, Neottolemo era un generale al servizio del re d'Egitto Tolomeo II Filadelfo e intorno al 270 a.C. fermò un'invasione di pisidi, galati e agriani salvando la città di Tlos, a quel tempo facente parte del regno d'Egitto. Nel 252/251 a.C. venne nominato sacerdote eponimo di Alessandro, una delle più alte cariche del regno.